# Vexillum (gastrópode)
Vexillum é um gênero de gastrópodes pertencente a família Costellariidae.
Este gênero não é monofilético. É considerado um "lixão" para uma série de formas não relacionadas.

## Espécies
Espécies dentro do gênero Vexillum incluem:
- Vexillum acromiale (Hedley, 1915)
- Vexillum acuminatum (Gmelin, 1791)
- Vexillum acupictum (Reeve, 1845)
- Vexillum adamsianum Cernohorsky, 1978
- Vexillum aemula (E. A. Smith, 1879)
- Vexillum aequatoriense Herrmann & Stossier, 2011
- Vexillum albofulvum Herrmann, 2007
- Vexillum albolineatum Cossignani & Cossignani, 2007
- Vexillum albotaeniatum (Hervier, 1897)
- Vexillum altisuturatum Chino & Herrmann, 2014
- Vexillum alvinobalani Guillot de Suduiraut, 1999
- Vexillum amabile (Reeve, 1845)
- Vexillum amandum (Reeve, 1845)
- Vexillum amentare S.-I. Huang, 2017
- Vexillum angustissimum (E.A. Smith, 1903)
- Vexillum antonellii (Dhorn, 1860)
- Vexillum appelii (Jickeli, 1874)
- Vexillum approximatum (Pease, 1860)
- Vexillum arabicum Turner, 2008
- Vexillum arestum (Rehder, 1943)
- Vexillum articulatum (Reeve, 1845)
- Vexillum asperum Turner, 2008
- Vexillum australe (Swainson, 1820)
- Vexillum baccheti R. Salisbury & Herrmann, 2012
- Vexillum baeri Poppe, Tagaro & Salisbury, 2009
- Vexillum beitzi R. Salisbury & Gori, 2013
- Vexillum bouteti R. Salisbury & Herrmann, 2012
- Vexillum burchorum R. Salisbury, 2011
- Vexillum castaneostriatum Herrmann, 2012
- Vexillum castum (H. Adams, 1872)
- Vexillum catenatum (Broderip, 1836)
- Vexillum chinoi Poppe, 2008
- Vexillum chocotinctum Turner, 2008
- Vexillum cineria [sic]
- Vexillum clathratum (Reeve, 1844)
- Vexillum coloreum S.-I. Huang, 2017
- Vexillum croceorbis Dekkers, 2013
- Vexillum croceostoma Marrow, 2015
- Vexillum decorum (Reeve, 1845)
- Vexillum derkai Herrmann, 2012
- Vexillum fidicula (Gould, 1850)
- Vexillum flaveoricum Herrmann & Guillot de Suduiraut, 2009
- Vexillum fulvosulcatum (Melvill, 1888)
- Vexillum fuscobandatum Bozzetti, 2007
- Vexillum fuscovirgatum Herrmann & R. Salisbury, 2012
- Vexillum gagei R. Salisbury, 2011
- Vexillum garciai Salisbury & Wolff, 2009
- Vexillum gemmatum (Sowerby II, 1874)
- Vexillum germaineae Herrmann & R. Salisbury, 2014
- Vexillum geronimae Poppe, Tagaro & Salisbury, 2009
- Vexillum giselae Poppe, Tagaro & Salisbury, 2009
- Vexillum gloriae Poppe, Tagaro & Salisbury, 2009
- Vexillum gourgueti R. Salisbury & Herrmann, 2012
- Vexillum guidopoppei Thach, 2017
- Vexillum herosae Herrmann & Salisbury, 2012
- Vexillum houarti Thach, 2016
- Vexillum huangorum R. Salisbury & Gori, 2012
- Vexillum intermedium (Kiener, 1838)
- Vexillum ismene Turner, 2008
- Vexillum iuppiterale S.-I. Huang, 2017
- Vexillum jacksoni R. Salisbury, 2011
- Vexillum japonicum A. Adams, 1864
- Vexillum jasoni R. Salisbury, 2011
- Vexillum jeanetteae R. Salisbury, 2019
- Vexillum jeciliae Poppe, Tagaro & Salisbury, 2009
- Vexillum johnsoni R. Salisbury, 2019
- Vexillum johnwattsi Dekkers, 2011
- Vexillum jonae S.-I. Huang, 2017
- Vexillum kathiewayae Salisbury, Herrmann & Dekkers, 2012
- Vexillum kawamotoae R. Salisbury, 2011
- Vexillum kimiyum Turner, 2008
- Vexillum klytios Turner, 2008
- Vexillum kraussi (Dunker, 1861)
- Vexillum kuiperi Turner, 2006
- Vexillum lanulentum S.-I. Huang, 2017
- Vexillum lautum (Reeve, 1845)
- Vexillum leonardhilli (Petuch, 1987)
- Vexillum leucaspis Herrmann & Stossier, 2011
- Vexillum leyteensis Poppe, Tagaro & Salisbury, 2009
- Vexillum lubens (Reeve, 1845)
- Vexillum marotiriense Herrmann & R. Salisbury, 2012
- Vexillum maxencei Cossignani, 2018
- Vexillum mccauslandi Salisbury & Wolff, 2005
- Vexillum menehune R. Salisbury, 2011
- Vexillum michaelianum R. Salisbury, 2011
- Vexillum minghuii S.-I. Huang, 2017
- Vexillum monscorallum Hoffman & Freiwald, 2019
- Vexillum nivale Herrmann & Guillot de Suduiraut, 2009
- Vexillum oryzum Kay, 1979
- Vexillum oteroi R. Salisbury & Gori, 2013
- Vexillum pacificum (Reeve, 1845)
- Vexillum pantherinum Herrmann & R. Salisbury, 2012
- Vexillum pelaezi Poppe, Tagaro & Salisbury, 2009
- Vexillum philtwoi Poppe, Tagaro & Salisbury, 2009
- Vexillum picardali Herrmann & Stossier, 2011
- Vexillum praefulguratum Poppe, 2008
- Vexillum pratasense T.C. Lan, 2004
- Vexillum puncturatum (Sowerby III, 1879)
- Vexillum regina (Sowerby I, 1828)
- Vexillum renatoi Poppe, Tagaro & Salisbury, 2009
- Vexillum rodgersi Salisbury & Wolff, 2005
- Vexillum ronnyi Poppe, Tagaro & Salisbury, 2009
- Vexillum rugosum (Gmelin, 1791)
- Vexillum rusticum (Reeve, 1845)
- Vexillum sanctahelenae (E. A. Smith, 1890)
- Vexillum severnsi R. Salisbury, 2011
- Vexillum sinuosum Turner, 2008
- Vexillum sneidari R. Salisbury, 2011
- Vexillum spiculum Bozzetti, 2013
- Vexillum stephanuchum (Melvill, 1897)
- Vexillum stercopunctis Turner, 2008
- Vexillum strnadi Poppe & Tagaro, 2010
- Vexillum styria (Dall, 1889)
- Vexillum sykesi (Melvill, 1925)
- Vexillum tankervillei (Melvill, 1888)
- Vexillum terraqueum S.-I. Huang, 2017
- Vexillum togianense Herrmann & Kurtz, 2013
- Vexillum torquatum Herrmann, 2012
- Vexillum torricella Turner, 2008
- Vexillum trilineatum Herrmann & Stossier, 2011
- Vexillum troendlei Herrmann & R. Salisbury, 2012
- Vexillum trophonium (Dall, 1889)
- Vexillum unicolor Herrmann, 2012
- Vexillum vangemerti Dekkers, 2014
- Vexillum varicosum Turner, 2008
- Vexillum venustum (Sarasúa, 1978)
- Vexillum vezzarochristophei Cossignani, 2018
- Vexillum wandoense (Holmes, 1859)
- Vexillum yangi S.-I. Huang, 2017
- Vexillum yulini S.-I. Huang, 2017

Subgênero Vexillum (Costellaria) Swainson, 1840
- Vexillum apicinctum (Verco, 1896)
- Vexillum aureolineatum Turner, 1988
- Vexillum balicasagensis Salisbury & Guillot de Suduiraut, 2006
- Vexillum balutensis Herrmann, 2009
- Vexillum bellum (Pease, 1860)
- Vexillum beverlyae Turner & Salisbury, 1999
- Vexillum blandulum Turner, 1997
- Vexillum brunneolinea Rosenberg & Salisbury, 1991
- Vexillum buriasense (Tomlin, 1920)
- Vexillum cadaverosum (Reeve, 1844)
- Vexillum caelatum (Reeve, 1845)
- Vexillum caliendrum (Melvill & Standen, 1901)
- Vexillum callosum (Reeve, 1845)
- Vexillum choslenae Cernohorsky, 1982
- Vexillum collinsoni (A. Adams, 1864)
- Vexillum concentricum (Reeve, 1844)
- Vexillum cookorum Turner, Gori & Salisbury, 2007
- Vexillum corbicula (Sowerby II, 1870)
- Vexillum coronatum (Helbling, 1779)
- Vexillum cosmani (Kay, 1979)
- Vexillum costatum (Gmelin, 1791)
- Vexillum crispum (Garrett, 1872)
- Vexillum daedalum (Reeve, 1845)
- Vexillum darwini Salisbury & Guillot de Suduiraut, 2006
- Vexillum delicatum (A. Adams, 1853)
- Vexillum deshayesi (Reeve, 1845)
- Vexillum dilectissimum (Melvill & Sykes, 1899)
- Vexillum dohrni (A. Adams, 1864)
- Vexillum duplex Cernohorsky, 1982
- Vexillum elliscrossi Rosenberg & Salisbury, 1991
- Vexillum emmanueli Buijse, Dekker & Verbinnen, 2009
- Vexillum epigonus Salisbury & Guillot de Suduiraut, 2006
- Vexillum evelynae Guillot de Suduiraut, 2007
- Vexillum exasperatum (Gmelin, 1791)
- Vexillum filiareginae (J. Cate, 1961)
- Vexillum filistriatum (Sowerby II & Sowerby III, 1874)
- Vexillum lexicostatum (Garrett, 1880)
- Vexillum fraudator Turner, Gori & Salisbury, 2007
- Vexillum funereum (Reeve, 1844)
- Vexillum fuscoapicatum (E. A. Smith, 1879)
- Vexillum fuscotaeniatum (Thiele, 1925)
- Vexillum gorii Turner, 1997
- Vexillum gotoense (E. A. Smith, 1879)
- Vexillum gouldi Salisbury & Guillot de Suduiraut, 2006
- Vexillum hendersoni (Dall, 1927)
- Vexillum hilare (Kuroda, 1971)
- Vexillum hoaraui Guillot de Suduiraut, 2007
- Vexillum huangorum Salisbury & Gori, 2012[4]
- Vexillum humile (Hervier, 1897)
- Vexillum innocens (Thiele, 1925)
- Vexillum innotabile (E. A. Smith, 1890)
- Vexillum intertaeniatum (Sowerby II, 1874)
- Vexillum iredalei (Powell, 1958)
- Vexillum jackylenae Salisbury & Guillot de Suduiraut, 2006
- Vexillum kurodai (Sakurai & Habe, 1964)
- Vexillum laterculatum (Sowerby II & Sowerby III, 1874)
- Vexillum leforti Turner & Salisbury, 1999
- Vexillum leucophryna Turner & Marrow, 2001
- Vexillum leucozonias (Deshayes in Laborde, 1834)
- Vexillum ligatum (A. Adams, 1853)
- Vexillum lincolnensis (Angas, 1878)
- Vexillum lindae (Petuch, 1987)
- Vexillum lucidum (Reeve, 1845)
- Vexillum macandrewi (Sowerby II & Sowerby II, 1874)
- Vexillum malcolmensis (Melvill & Standen, 1901)
- Vexillum martinorum Cernohorsky, 1986
- Vexillum mica (Reeve, 1845)
- Vexillum michaui (Crosse & Fischer, 1864)
- Vexillum micra (Pilsbry, 1921)
- Vexillum militare (Reeve, 1845)
- Vexillum mirabile (A. Adams, 1853)
- Vexillum modestum (Reeve, 1845)
- Vexillum monalizae Poppe, Guillot de Suduiraut & Tagaro, 2006
- Vexillum monsecourorum Poppe, Guillot de Suduiraut & Tagaro, 2006
- Vexillum multitriangulum Salisbury & Callomon, 1998
- Vexillum mutabile (Reeve, 1845)
- Vexillum nicobaricum (Dunker, 1866)
- Vexillum nodai Turner & Salisbury, 1999
- Vexillum nodospiculum (Cernohorsky, 1970)
- Vexillum noduliferum (A. Adams, 1853)
- Vexillum obeliscus (Reeve, 1844)
- Vexillum ochraceum (Hervier, 1897)
- Vexillum pagodula (Hervier, 1897)
- Vexillum pasitheum (Melvill & Standen, 1901)
- Vexillum percnodictyum (Melvill, 1888)
- Vexillum perrieri (Dautzenberg, 1929)
- Vexillum polygonum (Gmelin, 1791)
- Vexillum poppei Guillot de Suduiraut, 2007
- Vexillum puerile (Cooke, 1885)
- Vexillum pyropus Turner & Marrow, 2001
- Vexillum radius (Reeve, 1845)
- Vexillum radix (Sowerby II & Sowerby III, 1874)
- Vexillum roseum (Broderip, 1836)
- Vexillum rubellum (Adams & Reeve, 1850)
- Vexillum rubricatum (Reeve, 1845)
- Vexillum rubrocostatum Habe & Kosuge, 1966
- Vexillum sagamiense (Kuroda & Habe, 1971): sinônimo de Vexillum castum (H. Adams, 1872)
- Vexillum sanguisuga (Linnaeus, 1758)
- Vexillum sauternesense Guillot de Suduiraut, 1997
- Vexillum scitulum (A. Adams, 1853)
- Vexillum sculptile (Reeve, 1845)
- Vexillum semifasciatum (Lamarck, 1811)
- Vexillum semiticum (Jickeli, 1874)
- Vexillum spicatum (Reeve, 1845)
- Vexillum stainforthii (Reeve, 1842)
- Vexillum stossieri Turner & Marrow, 2001
- Vexillum styria (Dall, 1889)
- Vexillum subquadratum (Sowerby II & Sowerby III, 1874)
- Vexillum suluense (Adams & Reeve, 1850)
- Vexillum sumatranum (Thiele, 1925)
- Vexillum sybillae (Melvill, 1888)
- Vexillum takakuwai Cernohorsky & Azuma, 1974
- Vexillum tanguyae Guillot de Suduiraut & Boutet, 2007
- Vexillum tokubeii (Sakura & Habe, 1964)
- Vexillum trophonia (Dall, 1889)
- Vexillum turriger (Reeve, 1845)
- Vexillum unifasciatum (Wood, 1828)
- Vexillum verecundulum (Hervier, 1897)
- Vexillum vespula Turner & Marrow, 2001
- Vexillum vibex (A. Adams, 1853)
- Vexillum vicmanoui Turner & Marrow, 2001
- Vexillum virginale (Lesson, 1842)
- Vexillum virgo (Linne, 1767)
- Vexillum wolfei Cernohorsky, 1978
- Vexillum xenium Pilsbry, 1921
- Vexillum zebuense (Reeve, 1844)

Subgênero Vexillum (Nodicostellaria) Petuch, 1987
- Vexillum crassum (Simone, 1995)
- Vexillum kaicherae (Petuch, 1979)
- Vexillum kremerae (Petuch, 1987)

Subgênero Vexillum (Pusia) Swainson, 1840
- Vexillum accintum (Sowerby III, 1907)
- Vexillum aethiopica (Jickeli, 1874)
- Vexillum albocinctum (C. B. Adams, 1845)
- Vexillum aureolatum (Reeve, 1844)
- Vexillum bancalanensis (Bartsch, 1918)
- Vexillum bilineatum (Reeve, 1845)
- Vexillum bipartitum (E. A. Smith, 1884)
- Vexillum bizonale (Dautzenberg & Bouge, 1923)
- Vexillum blanfordi (Melvill & Standen, 1901)
- Vexillum caloxestum (Melvill, 1888)
- Vexillum cancellarioides (Anton, 1838)
- Vexillum catenatum (Broderip, 1836)
- Vexillum cavea (Reeve, 1844)
- Vexillum charlesi Turner & Callomon, 2001
- Vexillum chelonia (Reeve, 1845)
- Vexillum chibaense (Salisbury & Rosenberg, 1999)
- Vexillum chickcharneorum Lyons & Kaicher, 1978
- Vexillum cithara (Reeve, 1845)
- Vexillum corallinum (Reeve, 1845)
- Vexillum crocatum (Lamarck, 1811)
- Vexillum croceum (Reeve, 1845)
- Vexillum cubanum Aguayo & Rehder, 1936
- Vexillum dautzenbergi Poppe, Guillot de Suduiraut & Tagaro, 2006
- Vexillum depexum (Deshayes, 1834)
- Vexillum dermestinum (Lamarck, 1811)
- Vexillum discolorium (Reeve, 1845)
- Vexillum diutenerum (Hervier, 1897)
- Vexillum ebenus (Lamarck, 1811)
- Vexillum echinatum (A. Adams, 1853)
- Vexillum emiliae (Schmeltz, 1874)
- Vexillum epiphaneum (Rehder, 1943)
- Vexillum exaratum (A. Adams, 1853)
- Vexillum exiguum (C. B. Adams, 1845)
- Vexillum festum (Reeve, 1845)
- Vexillum ficulinum (Lamarck, 1811)
- Vexillum fortiplicatum (Pease, 1868)
- Vexillum goubini (Hervier, 1897)
- Vexillum hansenae Cernohorsky, 1973
- Vexillum helena (Bartsch, 1915)
- Vexillum hervieri (Dautzenberg & Bouge, 1923)
- Vexillum histrio (Reeve, 1844)
- Vexillum honestum (Melvill & Standen, 1895)
- Vexillum inerme (Reeve, 1845)
- Vexillum infaustum (Reeve, 1845)
- Vexillum interruptum (Anton, 1838)
- Vexillum joliveti Poppe & Tagaro, 2006
- Vexillum kuboi Turner, Gori & Salisbury, 2007
- Vexillum lautum (Reeve, 1845)
- Vexillum lenhilli Kay, 1979
- Vexillum leucodesma (Reeve, 1845)
- Vexillum lotum (Reeve, 1845)
- Vexillum loyaltyense (Hervier, 1897)
- Vexillum luculentum (Reeve, 1845)
- Vexillum luigiraybaudii Poppe, Guillot de Suduiraut & Tagaro, 2006
- Vexillum malleopunctum (Cernohorsky, 1981)
- Vexillum marrowi Cernohorsky, 1973
- Vexillum mediomaculatum (Sowerby II, 1870)
- Vexillum microzonias (Lamarck, 1811)
- Vexillum millecostatum (Broderip, 1836)
- Vexillum moelleri (Küster, 1840)
- Vexillum moniliferum (C. B. Adams, 1850)
- Vexillum multicostatum (Broderip, 1836)
- Vexillum nakama (Dall, 1926)
- Vexillum nitidissimum (Melvill & Standen, 1895)
- Vexillum oniscinum (Lamarck, 1811)
- Vexillum osiridis (Issel, 1869)
- Vexillum paligerum (Sowerby II & Sowerby III, 1874)
- Vexillum pardalis (Küster, 1840)
- Vexillum patriarchale (Gmelin, 1791)
- Vexillum patulum (Reeve, 1845)
- Vexillum piceum (Pease, 1860)
- Vexillum pilsbryi (Hedley, 1899)
- Vexillum pisolinum (Lamarck, 1811)
- Vexillum plurinotatum (Hervier, 1897)
- Vexillum puella (Reeve, 1845)
- Vexillum pulchellum (Reeve, 1844)
- Vexillum purpuratum (Reeve, 1845)
- Vexillum recurvirostris (Sowerby III, 1908)
- Vexillum roseotinctum (Hervier, 1897)
- Vexillum rubrum (Broderip, 1836)
- Vexillum salisburyi Cernohorsky, 1976
- Vexillum sanctahelenae (E. A. Smith, 1890): sinônimo de Vexillum sanctahelenae (E. A. Smith, 1890)
- Vexillum semicostatum (Anton, 1838)
- Vexillum semisculptum (Adams & Reeve, 1850)
- Vexillum silviae Turner, Gori & Salisbury, 2007
- Vexillum smithi (Sowerby III, 1889)
- Vexillum speciosum (Reeve, 1844)
- Vexillum strictecostatum (von Maltzan, 1884)
- Vexillum suave (Sowerby, 1875)
- Vexillum sykesi (Melvill, 1925)
- Vexillum thila Turner, Gori & Salisbury, 2007
- Vexillum thorssoni Poppe, Guillot de Suduiraut & Tagaro, 2006
- Vexillum torotortum Turner, Gori & Salisbury, 2007
- Vexillum turben (Reeve, 1844)
- Vexillum tusum (Reeve, 1845)
- Vexillum unifasciale (Lamarck, 1811)
- Vexillum variatum (Reeve, 1845)
- Vexillum volae Perugia, 2010
- Vexillum zebrinum (d'Orbigny in Webb & Berthelot, 1839)

Subgênero Vexillum (Pusiolina) Cossman, 1921
- Vexillum granum (Forbes, 1844)
- Vexillum hypatiae (Pallary, 1913)
- Vexillum savignyi (Payraudeau, 1826)
- Vexillum tricolor (Gmelin, 1791)

Subgênero Vexillum (Tosapusia) Azuma, 1965
- Vexillum isaoi (Kuroda & Sakurai, 1959)

Subgênero Vexillum (Pusia) Swainson, 1840
- Vexillum exquisitum (Garrett, 1873)

Subgênero Vexillum (Vexillum) Röding, 1798
- Vexillum cingulatum (Lamarck, 1811)
- Vexillum citrinum (Gmelin, 1791)
- Vexillum coccineum (Reeve, 1844)
- Vexillum curviliratum (Sowerby II & Sowerby III, 1874)
- Vexillum dennisoni (Reeve, 1844)
- Vexillum formosense (Sowerby III, 1889)
- Vexillum gruneri (Reeve, 1844)
- Vexillum intermedium (Kiener, 1838)
- Vexillum interstriatum (Sowerby II, 1870)
- Vexillum jukesii (A. Adams, 1853)
- Vexillum lyratum (Lamarck, 1822)
- Vexillum maduranum Dekkers, 2007
- Vexillum melongena (Lamarck, 1811)
- Vexillum pedroi Poppe & Tagaro, 2006
- Vexillum plicarium (Linne, 1758)
- Vexillum subdivisum (Gmelin, 1791)
- Vexillum superbiens (Melvill, 1895)
- Vexillum taeniatum (Lamarck, 1811)
- Vexillum taylorianum (Sowerby II & Sowerby III, 1874)
- Vexillum tumidum (Reeve, 1844)
- Vexillum vulpecula (Linne, 1758)